# Исак, Лидия
Лидия Исак (род. 27 марта 1993, Санкт-Петербург, Россия) — российская и молдавская певица.
В 2016 году представляла Молдову на Евровидении 2016 в Стокгольме, Швеция с песней «Falling Stars». Исак одержала победу в национальном отборочном туре, получив 8 баллов от жюри и 12 баллов от зрителей, опередив Кристину Пинтилие и Валерию Паша.

## Биография
Лидия Исак родилась 27 марта 1993 года в Санкт-Петербурге. Учится в Академии Музыки, Театра и Изобразительных Искусств на кафедре эстрадно-джазового вокала. В 2015 году окончила факультет журналистики в Молдавском Государственном университете.